# Carole Hanson
Carole Hanson est un personnage de fiction du feuilleton télévisé Grand Galop. Il est interprété par l'actrice Keenan MacWilliam dans la saison 1 et 2 puis interprété par Victoria Campbell dans la saison 3.

## Le personnage
Carole est une fille brillante de 13 ans avec un don naturel pour l'équitation. Elle a été fortement troublée par la mort de sa mère mais son père l'a beaucoup aidé à reprendre confiance en elle et l'a encouragé à suivre sa passion. Carole veut travailler avec les chevaux plus tard. Ses notes sont assez élevées pour qu'elle puisse devenir vétérinaire, mais elle est aussi fascinée par le monde des courses. Elle aime les chevaux, la nature, la musique, chanter et faire des balades à cheval avec Steph et Lisa. Le plus beau cadeau qu'elle ait reçu a été l'argent donné par sa mère pour acheter son cheval Starlight. Les gens pensent d'elle qu'elle est très amicale, ouverte, sincère et très bonne cavalière. Elle tombera amoureuse au fil du temps d'un garçon qui plaît aussi à Lisa. Cela ne va pas modifier leur amitié, mais au contraire les rapprocher. Elles vont devenir plus liées que jamais.

### Interprété par
- Keenan MacWilliam : Carole 1
- Victoria Campbell : Carole 2